# Okręg wyborczy Dobell
Okręg wyborczy Dobell (ang. Division of Dobell) – jednomandatowy okręg wyborczy do Izby Reprezentantów Australii, położony na wybrzeżu Nowej Południowej Walii, na północ od Sydney. Został utworzony w 1984 roku, jego patronem jest malarz i rzeźbiarz William Dobell. W ciągu pierwszych 16 lat swojego istnienia okręg był bastionem Australijskiej Partii Pracy, ale później również Liberalna Partia Australii wygrywała w nim część wyborów. 

## Lista posłów
| okres urzędowania | poseł          | przynależność                                                 |
| ----------------- | -------------- | ------------------------------------------------------------- |
| 1984-2001         | Michael Lee    | Australijska Partia Pracy                                     |
| 2001-2007         | Ken Ticehurst  | Liberalna Partia Australii                                    |
| 2007-2013         | Craig Thomson  | Australijska Partia Pracy (2007-2012) bezpartyjny (2012-2013) |
| 2013-2016         | Karen McNamara | Liberalna Partia Australii                                    |
| od 2016           | Emma McBride   | Australijska Partia Pracy                                     |

źródło: 